# James Kavanaugh
James Kavanaugh (17 tháng 9 năm 1928 - 29 tháng 12 năm 2009) [1] là một linh mục, tác giả và là nhà thơ Công giáo người Mỹ được nhớ đến nhiều nhất với lời kêu gọi cải cách bằng biểu tượng vào năm 1967. [2] [3] [4]
Sinh ra ở Kalamazoo, Michigan, và thụ phong năm 1954, Kavanaugh từng là linh mục quản xứ ở Lansing và Flint, Michigan trước khi lấy bằng tiến sĩ tại Đại học Công giáo Hoa Kỳ ở Washington DC, cuốn sách năm 1967 của ông, A Modern Priest Look at His Outdated Church, trở thành sách bán chạy nhất quốc gia. [5]